# Luis Pedro Cavanda
 (mai 2022).
Si vous disposez d'ouvrages ou d'articles de référence ou si vous connaissez des sites web de qualité traitant du thème abordé ici, merci de compléter l'article en donnant les références utiles à sa vérifiabilité et en les liant à la section « Notes et références ».
Luis Pedro Cavanda, né le 2 janvier 1991 à Luanda en Angola, est un footballeur international belge qui joue au poste d’arrière latéral droit.

## Biographie
Né en Angola de père angolais et de mère congolaise, Luis Pedro arrive en Belgique à l’âge de 6 mois. Orphelin de père, il passera son enfance à Verviers en Belgique avec sa sœur Gabriella et sa maman.
À 5 ans, il commence à jouer au football à Cornesse et dans différents clubs de la région de Liège. Il pratiquera intensivement le football de rue sur le terrain du verger de Prés-Javais avec ses amis de Verviers dont notamment Paul-José Mpoku, Dolly Menga et Enes Saglik. Il sera scolarisé en foot-étude à l'école IPES de Hesbaye. Il est détecté par le Standard de Liège à l'âge de 14 ans.
Très vite, il est repéré par la Lazio Rome qu'il rejoint en janvier 2007.
Il fait ses grands débuts professionnels le 17 décembre 2009 comme titulaire face au Levski Sofia en Ligue Europa. Il fait sa première apparition en Serie A le 29 août 2010 en remplacement de Simone Del Nero face à la Sampdoria.
Afin d'acquérir de l'expérience et du temps de jeu, il fut successivement prêté pour une période de six mois en Serie B au Torino FC en janvier 2011 et à l'AS Bari en janvier 2012, avant de réellement percer à la Lazio sous les ordres de Vladimir Petković lors de la saison 2012-2013.
Il prolonge en 2014 son contrat avec le club mais il connaît une saison 2014-2015 plus difficile. Il joue peu et décide donc de quitter le club en juillet 2015. Il signe alors à Trabzonspor en Turquie. Il justifie ce choix par un souhait d'avoir un temps de jeu plus important et de se montrer en vue de l'Euro 2016.
Le 8 août 2016, le club du Galatasaray SK confirme l'avoir ajouté dans son effectif, un transfert s'élevant à 1,8 million d'euros.
Lors du mercato estival 2017, il est prêté par le Galatasaray SK au club belge du Standard de Liège, où il effectue son retour puisqu'il y a été formé entre 2005 et 2007. Luis Pedro Cavanda s'engage définitivement avec le Standard de Liège le 4 juillet 2018, le club belge ayant levé son option d'achat qui s'élevait à 2,4 millions d'euros.
Versé dans le noyau B en 2020, il résilie son contrat à la fin de la saison. Libre, il s'entraîne alors à partir de janvier 2021 avec le RFC Seraing où il est pressenti pour rejoindre l'effectif à l'aube de la saison 2021-2022 mais les deux parties ne parviendront pas à s'accorder.
Toujours sans club deux ans après son départ du Standard, il finit par rebondir et s'engager en mai 2022 avec le club suisse de Neuchâtel Xamax qui évolue en deuxième division et où il signe un contrat pour une saison avec une option pour une saison supplémentaire.

## Carrière internationale
Présent en équipe de Belgique dans les sections jeunes, il était sélectionnable par l'équipe d'Angola et celle de la République démocratique du Congo. Régulièrement pré-sélectionné par ces trois pays, il a affirmé à plusieurs reprises son souhait de jouer pour la Belgique.
Il est sélectionné pour la première fois avec la Belgique le 2 octobre 2015 pour les matchs qualificatifs contre Andorre et Israël.

## Palmarès
|  |  | Lazio Rome - Coupe d'Italie (1) : - Vainqueur : 2013 |  | Galatasaray SK - Supercoupe de Turquie (1) : - Vainqueur : 2017 |  | Standard de Liège - Coupe de Belgique (1) : - Vainqueur : 2018 |